# Viv Albertine
Viviane Katrina Louise Albertine, dite Viv Albertine, née le 1er décembre 1954 à Sydney en Australie, est la guitariste du groupe punk rock britannique The Slits. Elle est également autrice.

## Biographie
Viviane Katrina Louise Albertine est née à Sydney d'une mère anglaise d'origine suisse et d'un père corse. En 1958, la famille quitte l'Australie pour s'installer dans le nord de Londres à Muswell Hill. Elle fréquente l'école primaire de Muswell Hill, avant de s'inscrire à 17 ans à l'école d'art d'Hornsey. Elle intègre ensuite la Chelsea School of Art pour étudier la mode et le design. En 1976, tout en continuant ses études à Chelsea, elle s'achète sa première guitare et forme le groupe punk The Flowers of Romance.
Albertine faisait partie du premier cercle de fans des Sex Pistols, et était une amie proche de Mick Jones et Joe Strummer des The Clash. Elle rejoint The Slits en tant que guitariste du groupe en 1977, où elle rejoint Palmolive et Tessa Pollitt, ancienne de Flowers of Romance, ainsi que Ari Up. Un premier album Cut, sort en 1979. Cette même année la chanson du Clash, Train in Vain est une réponse au titre Typical Girls par The Slits,.
Tout en continuant en tant que membre des The Slits, Albertine a contribué à la guitare et à la voix pour le groupe The Americans 49, sur leur album E Pluribus Unum. Elle a également fait partie du disque collectif, Steppers New Age, en 1981. Elle est apparue comme guitariste invitée sur le premier album des Flying Lizards, ainsi que sur Singers & Players publié en 1982.
Elle abandonne la musique dans les années 80 et devient professeure d'aérobic puis réalisatrice pour la télévision, pour MTV, la BBC ou encore Channel 4. Puis dans les années 2000, elle s'établit à Hastings dans le sud de l'Angleterre et devient mère au foyer.

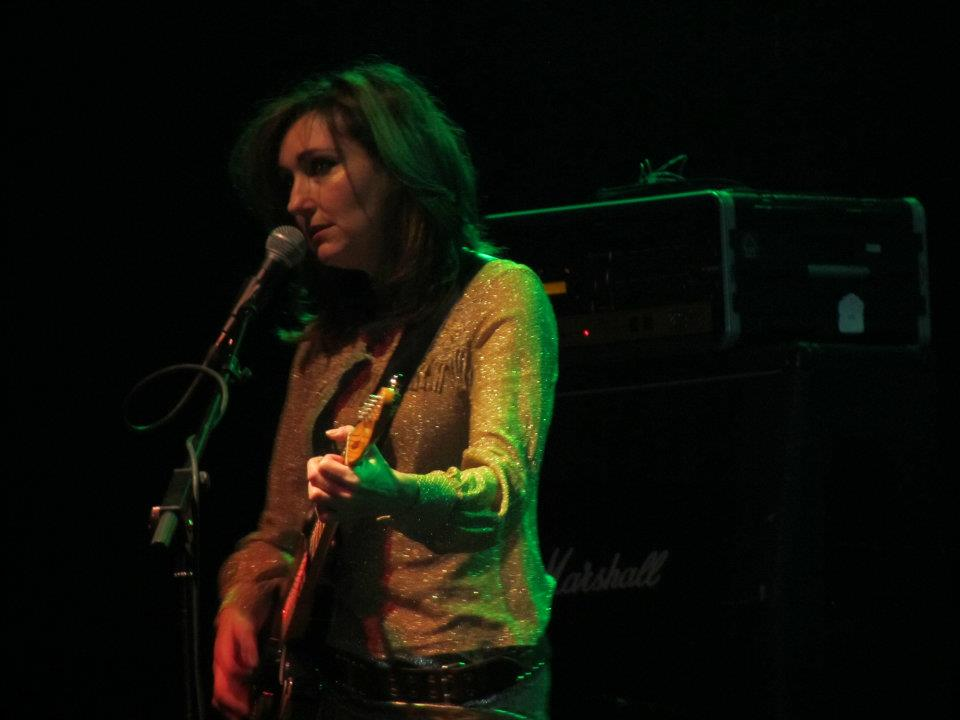
Viv Albertine à l'O2 Arena de Bristol en 2011.

 Elle revient à la musique dans les années 2010. Elle participe à une date barcelonaise de la reformation des Slits. Elle a enregistré une reprise de David Bowie, Letter to Hermione pour l'album en hommage, sorti le 6 septembre 2010.
L'album solo d'Albertine, intitulé The Border Vermilion, sort le 5 novembre 2012, sur le label Cadix Music, elle invite un bassiste différent pour chacun des morceaux. Les textes très personnels sont puisés dans son expérience désabusée de femme, mère au foyer.
En 2013, la réalisatrice britannique Joanna Hogg lui confie un rôle de premier plan dans un long métrage remarqué, Exhibition, aux côtés de Liam Gillick.
En 2014, l'artiste édite une première œuvre autobiographique intitulée De fringues, de musique et de mecs chez Thomas Dunne Books. En juin 2017, l'ouvrage est publié en France aux éditions Buchet-Chastel. Un second ouvrage, À jeter, sans ouvrir, sort en 2019 dans la même maison d'édition française.

## Discographie

### The Slits

#### Albums studio
- 1979 : Cut, Island Records
- 1980 : The Slits, Y Records
- 1981 : Return of the Giant Slits, CBS
- 2009 : Trapped Animal, Narnack

#### Albums live
- 1980 : Untitled, Y Records, Rough Trade
- 1988 : The Peel Sessions, Strange Fruit
- 2005 : Live at The Gibus Club, Castle Music

### Carrière solo
- 2012 : The Border Vermilion, Cadix Music

## Filmographie

### Réalisatrice, scénariste
- 1991 : Coping with cupid, 18 min
- 1992 : The tomorrow people, 25 min, série TV

### Actrice
- 2013 : Exhibition de Joanna Hogg, dans le rôle de D.

## Publications
- De fringues, de musique et de mecs, Viv Albertine, 494 p., Buchet-Chastel, 2017,  (ISBN 2283029236)
- À jeter, sans ouvrir, Viv Albertine, 352 p., Buchet-Chastel, avril 2019,  (ISBN 978-2-283-03226-8)